# John Ausonius
John Ausonius (Lidingö, Estocolmo; 12 de julio de 1953), nacido Wolfgang Alexander Zaugg, es un asesino y atracador sueco, conocido como Lasermannen u Hombre Láser, debido a la mira láser que usó en algunos de sus atentados. Estos tenían por víctimas a inmigrantes, hacia los cuales Ausonius sentía un fuerte odio, en una época (finales de la década de 1980 y principios de la década de 1990) de crisis económica en la que se produjo un repunte del racismo y la xenofobia en Suecia.
Actualmente es un preso convicto en la cárcel de máxima seguridad de Kumla, donde cumple cadena perpetua por un asesinato, nueve intentos de asesinato y nueve atracos a mano armada.

## Biografía
Wolfgang Alexander Zaugg nació en 1953 en Lidingö, hijo de Egon Zaugg, suizo, y Hilde Müller, alemana, emigrados a Suecia durante los años 50 y habiendo contraído matrimonio a los pocos meses de su llegada. Wolfgang creció en Vällingby, un barrio holmiense del extrarradio planificado para proveer a sus habitantes de espacios abiertos y evitar una excesiva densidad poblacional y de tráfico. Su hermano Ralf nació en 1955. Ambos hermanos recibieron una educación severa por parte de la madre, que frecuentemente incluía correctivos físicos.
A los siete años, a las pocas semanas de haberse mudado a Kungsholmen, los padres de Wolfgang se separaron debido a las constantes infidelidades de Egon. El divorcio dejó a Hilde sola a cargo de sus dos hijos, lo que aumentó su severidad para con Wolfgang y Ralf.
Habiendo heredado el pelo oscuro de su padre, Wolfgang fue objeto de exclusión social, tanto en Vällingby como en la escuela pública a la que asistía en Kungsholmen. Wolfgang era descrito como una persona ordenada y obediente, en contraste con su hermano, a quien solía reprender e incluso pegar y cuyas burlas solía sufrir, y a resultas de cuyo comportamiento solían ser castigados por su madre.
En otoño de 1965, Wolfgang empezó a asistir a la Escuela Alemana, un centro elitista de disciplina estricta, en la que muchas de las clases se impartían en alemán, lengua con la que tenía dificultades. Su hermano Ralf pudo evitarla y volver a la escuela pública sueca, lo que unido a su comportamiento rebelde, muy diferente a la actitud obediente de Wolfgang, acentuó todavía más las diferencias entre ambos hermanos.
El padre de uno de los amigos de Wolfgang en la Escuela Alemana despertó su afición a la tecnología, las ciencias, el pensamiento racional, la literatura y la filosofía. Sus lecturas y sus amigos, con los que mantenía extensos y numerosos debates, hicieron surgir en él fuertes ideas de naturaleza conservadora, como el apoyo a la intervención estadounidense en Vietnam o el odio hacia la socialdemocracia (especialmente la sueca, liderada por Olof Palme) e ideales anticapitalistas.
Espoleado por sus amigos, dejó la Escuela Alemana sin terminar el bachillerato y, a través de su padre, con quien mantenía contacto, encontró trabajo en un restaurante. Más tarde inició un curso de mecánica de automóviles y empezó a trabajar como taxista, independizándose de su madre. Trabajó asimismo como operador de salas de cine, arte por la que sentía gran pasión.
En julio de 1976, durante un viaje por el Reino Unido, Francia y Suiza, decidió estudiar una ingeniería en el Kungliga Tekniska högskolan o KTH, una vez hubiera retomado y completado los estudios de bachillerato. Para mantener su independencia económica volvió a ejercer de operador de salas de cine mientras trataba de conseguir una nueva licencia de taxista, pues se había deshecho deliberadamente de la que ya poseía durante su viaje por Suiza. Ejerció de taxista de forma ilegal. Empezó a desarrollar una conducta dominante, descortés e irritable, así como a realizar su trabajo de forma irresponsable.
En el verano de 1978, Wolfgang cambió su nombre por el de John Wolfgang Alexander Stannerman y solicitó la ciudadanía sueca. En octubre de aquel año, falleció su padre. Desarrolló problemas de insomnio. Acudió a un médico, pero tratando de abandonar la asistencia, fue ingresado a la fuerza (al considerarse que no estaba en plena posesión de sus facultades) en el hospital Beckomberga de Estocolmo, el 16 de marzo de 1979. Fue dado de alta el 26 de marzo. En el verano de 1979, obtuvo la nacionalidad sueca.
A comienzos de los 80, John Stannerman había perdido sus dos empleos (taxista ilegal y operador de cine) y vivía en la calle, durmiendo en los pasillos y aulas del KTH o en autobuses nocturnos. Sus ideas conservadoras le hacían culpar a la socialdemocracia de su situación así como negarse a recibir asistencia social. También era propenso a detestar la criminalidad, pero a finales de la década de 1970 y durante el verano y el otoño de 1980 empezó a delinquir.
El 23 de julio de 1979, John Stannerman cometió su primera agresión física, y en el otoño de 1980 comenzó a estafar a la Caja Postal. Cometía asimismo pequeños hurtos y fue interrogado y arrestado por la policía en varias ocasiones. El 13 de febrero de 1981, a petición del personal del KTH, John recibió la visita en el centro de una asistenta social, destacando que no recibía ayuda socioeconómica, su comportamiento se iba haciendo cada vez más violento, había roto el contacto con su madre y era sospechoso de frecuentes casos de hurto.
El 26 de febrero, una doctora del hospital Beckomberga se entrevistó con él, constatando rasgos conductuales violentos y dominantes, así como una actitud aleccionadora y falta de conciencia de sus problemas psíquicos, recomendando que la policía lo detuviese para ingresarlo a la fuerza, lo que se hizo aquel mismo día, nuevamente en el hospital Beckomberga, donde permanecería hasta el 28 de abril. Los sucesivos informes destacaron su rechazo a recibir tratamiento, cuestionando la base legal para su encierro, así como problemas de agresividad, actitud aleccionadora, ausencia de conciencia de sus problemas psíquicos y actitud paranoica. Se le proporcionó vivienda y asistió a citas con el médico durante mayo y junio. El médico notó un empeoramiento y alargó el período de asistencia hasta octubre de 1981.
En 1981, John Stannerman fue llamado a filas, ya que la ley sueca impidió a las fuerzas armadas acceder a su historial médico. Su instrucción comenzó el 12 de octubre de 1981. Aprendió a usar fusiles de asalto Ak 4, subfusiles, pistolas semiautomáticas, explosivos, lanzagranadas y demás material militar. Su actitud durante el servicio militar fue manifiestamente indisciplinada, irresponsable, aleccionadora y agresiva. Fue maltratado por sus compañeros como represalia por los problemas que provocaba en su compañía. Fue trasladado a una unidad en la que tuvo contacto con el rey Carlos XVI Gustavo, hasta que se le licenció el 28 de mayo de 1982.
Durante el servicio militar, su actitud dominante, aleccionadora y violenta continuó siendo un problema. Durante los tres primeros meses del servicio militar, Stannerman había sido denunciado en seis ocasiones, entre otros motivos, por desacato y faltas. Durante su estancia en el Palacio Real de Estocolmo, fue denunciado por desacato y abandono del puesto. El 1 de marzo y el 19 de abril atacó a dos reclutas. Continuó asimismo hablando abiertamente en contra de la socialdemocracia sueca.
El 13 de octubre, ya finalizado el servicio militar, Stannerman atacó al empleado de una tienda durante un intento de hurto. Cuatro días después, trató de atropellar a un policía en un control de tráfico. Otro caso de agresión contra un hombre en estado de embriaguez tuvo lugar el 3 de noviembre, esta vez culminado con insultos a la policía. En junio de 1983 atacó a un camionero al que acusaba de circular con excesiva lentitud y el 1 de diciembre golpeó a una mujer en un aparcamiento público, escupiéndole en la cara y amenazándola. Conducía de forma manifiestamente temeraria (había vuelto a su empleo de taxista ilegal) e insultaba a la policía. Sus agresiones y ofensas indiscriminadas, tras el servicio militar, se convirtieron en una constante.
El 6 de junio de 1983, comenzó el primer juicio contra Stannerman, de ocho días de duración para resolver quince demandas. Se decidió someterlo a un examen psiquiátrico, cuyo resultado fue la recomendación de no someterlo a internamiento médico, considerándosele imputable. Stannerman fue condenado el 4 de julio a un año de cárcel, si bien dos miembros del jurado mostraron disensión con el médico y recomendaron la asistencia psiquiátrica en lugar de la cárcel. Recurrió la sentencia, mientras las agresiones continuaban. El 6 de junio de 1984, Stannerman fue condenado a nueve meses más de cárcel en un segundo juicio, sobre la base de su constante uso de la violencia. También apeló esta sentencia. En noviembre, fue condenado a catorce meses de prisión en apelación por los dos casos recurridos.
Rehusó cumplir su condena y vivió como taxista ilegal bajo identidad falsa, pero fue descubierto y el 11 de junio de 1985 fue arrestado y llevado a la cárcel de mínima seguridad de Skänninge. Se escapó aquella misma tarde, fue capturado y se le llevó a la prisión de Täby, también de baja seguridad, de donde escapó en solo tres días. En diciembre de 1985, tras pasar unos días en Mallorca, fue arrestado en el aeropuerto de Estocolmo-Arlanda. El 20 de diciembre fue conducido a la cárcel de máxima seguridad de Kumla, donde fue objeto de malos tratos por otros presos y de desatención deliberada por parte de los guardias, debido a la misma conducta que le había llevado a ser maltratado durante el servicio militar.
Durante su estancia en prisión, el primer ministro socialdemócrata sueco Olof Palme fue asesinado. Stannerman fue considerado sospechoso, pero enseguida se le descartó. En presidio conoció al terrorista Miro Barešić, de la organización ultranacionalista croata Ustaša. Antes de salir de la cárcel, Stannerman decidió cambiar su nombre por el de John Wolfgang Alexander Ausonius.
Una vez salió de prisión en 1986, fue al extranjero y trató de ganarse la vida en alta mar, pero enseguida retornó a Suecia. Volvió a su trabajo de taxista ilegal y a su determinación por ser ingeniero. Ganó algo de dinero y se libró de la pobreza, al tiempo que se abstuvo de incurrir en actos de violencia, actitud pacífica y de intromisión que mantendría hasta el verano de 1988. Un antiguo amigo le ofreció alquilarle su vivienda durante los años que permanecería en Suiza. Al poco, John Ausonius empezó a ganar aún más dinero en el emergente mercado de opciones sueco. En el verano de 1989, tenía medio millón de coronas ahorradas.
En septiembre de 1989, comenzó a teñirse el pelo. Su intención era adquirir una tonalidad rubia, pero el oscuro de su pelo en combinación con el tinte daba como resultado un color rojo zanahoria. No obstante, la distorsión que sufría de su propia imagen, derivada de la discriminación que había sufrido debido a su pelo durante su vida (lo que sentía que continuaba; la detención en el aeropuerto de Arlanda había sido a su juicio el resultado de las dudas que en una mujer policía de la aduana había despertado el pelo oscuro de John, lo que había dado lugar a la comprobación estricta del pasaporte de este), le hacía verse rubio. Se empezó a teñir también las cejas (con idéntico resultado).
Fue el 19 de octubre siguiente cuando el mercado de opciones sueco cayó. A finales de aquel mes, del medio millón de coronas que tenía en agosto, solo le quedaban sesenta mil. Ello le hizo recurrir al mercado de valores de Alemania, pero las opciones no funcionaban todavía allí. En el viaje de vuelta a Suecia, se detuvo en el casino Hohensyburg, cerca de la ciudad natal de su madre Hilde, y no muy lejos de Dortmund. Durante el otoño de 1989, en aquel casino, con el mercado de opciones sueco quebrado y sin ningún otro al que recurrir, perdió su dinero, incluido el que sacó con la venta de diversos bienes y con nuevas estafas al Handelsbanken y a la Caja Postal, por las cuales fue denunciado.
Las agresiones posteriores al verano de 1988 lo llevaron de nuevo ante la justicia, y el tribunal solicitó un nuevo informe psiquiátrico que señaló los mismos problemas de autocontrol, impulsividad y violencia que los anteriores. Se le condenó a dos semanas de prisión (la menor condena de cárcel posible) y a libertad vigilada, pero sin necesidad de atención sanitaria. John Ausonius recurrió la sentencia, y el 15 de mayo el tribunal le impuso cuatro meses de cárcel, también sin atención sanitaria. En el verano de 1990, perdió su vivienda.
La pobreza volvió a ser una realidad para él, con lo que a los pequeños robos que efectuaba en parquímetros le siguieron los atracos a mano armada contra entidades bancarias. A finales de agosto viajó a Lieja y adquirió una escopeta de doble cañón Marlin. A las 8:50 de la mañana del martes 25 de septiembre de 1990, Ausonius atracó una sucursal del Föreningsbanken. Consiguió 100.264 coronas. El 16 de octubre y tras perderlo todo otra vez en el casino Hohensyburg, cometió otro atraco. Tal patrón continuó durante meses, si bien logró mantener un relativo estatus económico, al tiempo que trataba de encajar aún más en el estereotipo físico sueco a partir del 8 de abril de 1991, cuando se procuró unas lentillas azules en Alemania.
Entre el 25 de septiembre de 1990 y el 25 de julio de 1991, John cometió una media de un atraco cada cuatro semanas, consiguiendo más de un millón de coronas. Para pasar desapercibido, se desplazaba hasta un lugar cercano a la sucursal bancaria elegida, se cambiaba el traje que llevaba por ropa deportiva, cometía el atraco y volvía a ponerse el traje; como la policía buscaba a un sospechoso con ropa deportiva, sobre la base de los testimonios recabados, John pasaba desapercibido.

### Vida sexual y sentimental
Un aspecto de su vida que no lograba dominar era el de sus relaciones con las mujeres, a pesar del atractivo físico que ellas solían ver en él. Siendo joven, aún en la Escuela Alemana, los alumnos tendían a separarse por sexos, no por obligación de la Escuela, sino por voluntad propia, aun dentro de la misma aula. Su cerrazón hacia las mujeres durante las últimas etapas de su adolescencia y sus primeros años de edad adulta fue en gran medida el resultado de las infidelidades de su padre, que John consideraba una forma de rebajar al sexo contrario; ello chocaba violentamente con su noción de las mujeres, compartida con uno de sus amigos de la época y muy influida por la literatura que solían compartir, y que era de una naturaleza más romántica y en parte ajena a la realidad, en la que la mujer solía aparecer como alguien con identidad propia pero siempre dependiente del hombre a efectos de cuidado y protección. Consideraba por ejemplo y asimismo que llorar era más propio de mujeres y que los hombres, quienes debían soportar una mayor carga en la vida, debían mostrarse más racionales ante los problemas, buscando soluciones prácticas a los mismos.
En aquella época, Wolfgang, como aún se llamaba entonces, no sabía responder adecuadamente a los numerosos intentos de acercamiento por parte del sexo contrario. Su primera relación sentimental fue de muy corta duración debido a la excesiva atención que le dedicaba a su pareja. Ella, privada del suficiente espacio personal, dejó a Wolfgang y empezó otra relación de forma inmediata. Wolfgang la acosó hasta ser denunciado por la chica a la policía.
Cuando su situación económica mejoró en la última mitad de los 80, ya bajo el nombre de John Ausonius, un conocido suyo del Café Opera (al que John era asiduo) le presentó a varias mujeres, pero los intentos de John fracasaron.
Su falta de experiencia con las mujeres le hizo comportarse con ellas de forma en extremo desconsiderada. Trató de convencer a la peluquera que empezó a teñirle el pelo y las cejas en septiembre de 1989 para que saliera con él, a pesar de que ella estaba casada y tenía un hijo y así se lo hizo saber. En una ocasión llegó a invitarla a un hotel para filmarlos a ambos allí (presumiblemente, mientras mantenían relaciones sexuales), momento en que la peluquera y un compañero suyo lo obligaron a marcharse.
Justo antes de su primer atraco a un banco, John conoció en una discoteca de Århus, en Dinamarca, a una chica que celebraba su 17.º cumpleaños. John le dijo que tenía 28 años de edad, cuando realmente era mucho más mayor. Le contó que trabajaba como inversor en valores de Bolsa y le habló de arte y música clásica. A la semana siguiente la invitó al restaurante más elegante de la ciudad, le regaló un perfume caro y un libro sobre posturas sexuales, le habló de la inmigración en Suecia (en términos desfavorables) y la llevó de copas. De allí fueron a un hotel donde, por primera vez, John logró mantener relaciones sexuales.
Una semana más tarde, John apareció por casa de la joven y pidió permiso a sus padres para quedarse allí una noche. Aún con reservas (que en el caso del padre de la chica se basaban en el pelo oscuro de John; de hecho hizo partícipe a su hija de su creencia de que era extranjero y parecía iraní), le permitieron quedarse. Su estancia allí se prolongó una semana, hasta ser detenido por la policía danesa. La aduana había interceptado un paquete enviado por él a la chica con cien mil coronas escondidas entre varios libros, y las autoridades danesas sospechaban que el dinero provenía de la droga. En realidad, eran de su primer (y reciente) atraco, pero sin conocimiento de ello y a falta de cualquier clase de prueba contra él, fue liberado.
La policía también había detenido y liberado a la chica, con la que John se citó más trade en un restaurante de Århus. Él se le declaró el 4 de octubre, afirmando que tenía dinero y podía mantenerla, pero la chica, que por precaución había ido acompañada por la madre, lo rechazó. La reunión terminó con una fuerte discusión y la petición de John de que se le devolvieran todos los regalos.
Ya en la época de los atracos a bancos, a principios de los 90, John se presentó en casa de una vecina con la que se había encontrado varias veces en la lavandería. Llevaba solo una bata y le ofreció sus servicios sexuales, propuesta que fue rechazada por la mujer.
Conoció asimismo a una mujer en una tienda de animales y se vio con ella durante varios meses, colmándola de regalos a ella y a su hijo. La mujer estaba divorciada y veía en John a alguien agradable y que la apoyaba en un momento difícil, pero no estaba interesada sexualmente en él. Más tarde, la mujer conoció a otro hombre. Durante una visita de este, dejó pasar también a John, lo que dio lugar a una reacción airada por su parte y al término de una relación que no había pasado de la amistad.
El lunes 29 de julio de 1991, John conoció a otra mujer en un videoclub. La invitó a ver películas en casa de él, a lo que ella respondió afirmativamente. Una vez allí, John se fue acercando a ella en el sofá y trató de ponerle el brazo encima, pero ella dijo que no estaba interesada. Intentó obtener sus servicios sexuales a cambio de dinero y un reloj de mujer caro, a lo que ella se negó riendo, pero como veía que la situación no era amenazante, permaneció allí.
Tras ver cine y después de los intentos desesperados de John, él y la mujer empezaron a discutir sobre inmigración. John, al contrario que la mujer, volvió a mostrar a los inmigrantes de un modo en extremo desfavorable, aduciendo a su visión denigrante de la mujer y los malos tratos y violaciones contra mujeres suecas a manos de inmigrantes. La relación entre ambos llegó a su fin ese mismo día cuando John le propuso ir a cenar y decidieron llamar a un taxi; el conductor era negro. Ello provocó una reacción de furia racista en John y el fin de la relación.
El 5 de octubre de 1990, justo al día siguiente de haber sido rechazado por la chica de Dinamarca, John volvió a la misma armería de Lieja, en Bélgica, a la que había acudido a finales de agosto para comprar la escopeta de doble cañón Marlin que había usado en su primer atraco; esta vez, compró un fusil de la marca Erma, así como algunos cuchillos y una mira láser. Con el fusil Erma y la mira láser acoplada, cometió el primero de sus atentados racistas el sábado 3 de agosto de 1991, solo cinco días después de haber fracasado en su intento por establecer una relación con la mujer a la que había conocido en el videoclub.